# Euro Banking Association
De Euro Banking Association (EBA) is een samenwerkingsverband van Europese Banken, gericht op het mogelijk maken van het betalingsverkeer binnen het Euro-gebied.
De EBA is in 1985 opgericht door achttien commerciële banken en de Europese Investerings Bank, gesteund door de Europese Commissie en de BIS (Bank for International Settlements). In eerste instantie heette de EBA de ECU Banking Association en was ze gericht op het mogelijk maken van de handel in ECU’s. De ECU was nog geen concreet gegarandeerd betaalmiddel, kon alleen gebruikt worden in het verkeer tussen banken onderling. Met de invoering van de Europese Monetaire Unie en de invoering van de Euro werd de rol van de EBA belangrijker.
De EBA heeft in samenwerking met de centrale banken en SWIFT middels Euro1 een betalingssysteem voor grensoverschrijdende Euro-transacties tussen banken opgezet. Euro1 was echter nog gebaseerd op het ECU Clearing System en was alleen toegerust op het verwerken van kleine aantallen transacties tussen de banken onderling. Om toch de verwachte grote aantallen transacties (grensoverschrijdende betalingen in euro's voor de klanten van de banken) te kunnen gaan verwerken heeft de EBA het STEPS-project opgezet. Dit resulteerde in Step1 en in Step2, twee systemen die grotere aantal transacties kunnen verwerken.
Het eigenlijke clearing-werk (het verwerken van de transacties, het verzorgen van het informatietransport over de transacties tussen deelnemende banken) werd voor Euro1 in 1998 overgedragen aan EBA Clearing. De EBA ging wel verder, ook voor de laagwaardige betalingen moest een betalingssysteem opgezet worden. Via het STEPS-project zijn Step1 en Step2 ontwikkeld, die in 2000 en 2003 overgedragen zijn aan EBA Clearing.

## EBA Clearing
EBA Clearing is in juni 1998 opgericht door 52 grote Europese en internationale banken. Het doel was om op te treden als clearinghouse voor in eerste instantie de grotere transacties via Euro1. Tegenwoordig telt EBA CLEARING 70 deelnemende banken en wordt niet alleen het hoogwaardige, maar ook het laagwaardige bulk-betalingsverkeer in Euro’s gefaciliteerd (via STEP1 en STEP2). 
Binnen de Single Euro Payments Area (SEPA) speelt EBA Clearing de centrale rol, continu wordt er gekeken hoe het betalingsverkeer verbeterd kan worden, efficiënter gemaakt kan worden.

## Deelnemende banken
Volledige leden
| ABN AMRO, Nederland Allied Irish Banks, Ierland Alpha Bank, Griekenland Baden Württembergische Bank, Duitsland Banca Monte dei Paschi di Siena, Italië Banca Nazionale del Lavoro, Italië Banca Popolare di Milano, Italië Banco Bilbao Vizcaya Argentaria, Spanje Banco Comercial Portugues, Portugal Banco de Sabadell, Spanje Banco Espírito Santo, Portugal Banco Popular Español, Spanje Banco Popolare Società Cooperativa, Italië Banco Santander Central Hispano, Spanje Bank Austria Creditanstalt, Oostenrijk Bank of America (U.K.), Verenigde Staten Bank of China (Germany), China Bank of Cyprus Plc., Cyprus Bank of Ireland, Ierland Bank of Scotland, Verenigd Koninkrijk Bank of Tokyo-Mitsubishi (U.K.), Japan Bankia S.A., Spanje Banque et Caisse d'Epargne de l'Etat, Luxemburg Banque Internationale à Luxembourg S.A., Luxemburg Barclays, Verenigd Koninkrijk Bayerische Hypo- und Vereinsbank, Duitsland | Belfius, België BNP Paribas, Frankrijk BPCE, Frankrijk BRED Banque Populaire, Frankrijk Caixa d'Estalvis i Pensions de Barcelona, Spanje Caixa Geral de Depositos, Portugal CaixaBank S.A., Spanje Crédit commercial de France, Frankrijk Crédit du Nord, Frankrijk Crédit Mutuel - CIC Banques, Frankrijk Citibank (U.K.), Verenigde Staten Commerzbank, Duitsland Crédit Agricole S.A., Frankrijk Danske Bank, Denemarken Deutsche Bank, Duitsland Deutsche Postbank AG, Duitsland DnB NOR Bank ASA (U.K.), Noorwegen Dresdner Bank, Duitsland DZ Bank, Duitsland EFG Eurobank, Griekenland Erste Bank der Österreichischen Sparkassen, Oostenrijk Fortis Bank, België HSBC Bank, Verenigd Koninkrijk HSBC France, Frankrijk ING Bank, Nederland | JPMorgan Chase Bank NA (U.K.), Italië KBC Bank, België Landesbank Hessen-Thüringen, Duitsland Lloyds TSB Bank, Verenigd Koninkrijk Natexis Banques Populaires, Frankrijk National Bank of Greece, Griekenland National Westminster Bank, Verenigd Koninkrijk Nordea Bank Finland Plc, Finland OTP Bank Plc, Hongarije Pohjola Pankki OYJ, Finland Rabobank Nederland, Nederland Raiffeisen Zentralbank Österreich, Oostenrijk Royal Bank of Scotland, Verenigd Koninkrijk Skandinaviska Enskilda Banken, Zweden Société Générale, Frankrijk Standard Chartered Bank, Verenigd Koninkrijk Svenska Handelsbanken, Zweden Swedbank, Zweden UBS AG (U.K.), Zwitserland Unicredito Italiano, Italië Wells Fargo Bank N.A., Verenigd Koninkrijk |

Gebruikers-leden (User member)
| Aktia Savings Bank, Finland Allgemeine Sparkasse Oberösterreich, Oostenrijk Arbejdernes Landsbank A/S, Denemarken Banca Agricola Popolare di Ragusa, Italië Banca del Fucino, Italië Banca del Piemonte, Italië Banca delle Marche, Italië Banca di Imola, Italië Banca di Romagna Sp, Italië Banca Popolare del Lazio SCARL, Italië Banca Popolare dell' Alto Adige, Italië Banca Popolare dell' Emilia Romagna, Italië Banca Popolare di Sondrio, Italië Banca Popolare di Spoleto SpA, Italië Banca Popolare di Vicenza, Italië Banca Sella, Italië Banco BPI, S.A, Portugal Banco Cooperativo Español, Spanje Bank BPH SA, Polen Banka Slovenije, Slovenië Bank für Tirol und Vorarlberg, Oostenrijk Bank of Åland, Finland Bank Przemyslowo-Handlowy S.A., Polen Banque Michel Inchauspé - BAMI, Frankrijk Banque SanPaolo S.A., Frankrijk Berenberg Bank, Duitsland BHF-Bank AG, Duitsland BKS Bank AG, Oostenrijk bpost SA de droit public, België Bremer Landesbank Kreditanstalt Oldenburg GZ, Duitsland Caixa Central de Crédito Agrícola Mútuo C.R.L, Portugal | Caja Laboral, Spanje Carilo - Cassa di Risparmio di Loreto S.p.A., Italië Cassa di Risparmio della Provincia di Chieti SpA, Italië Cassa di Risparmio di Cesena Sp, Italië Cassa di Risparmio di Fermo SpA, Italië Cassa di Risparmio di Ferrara, Italië Cassa di Risparmio di Ravenna, Italië Catalunya Banc, S.A., Spanje Crédit Coopératif, Frankrijk Crédit Mutuel Arkéa, Frankrijk Credito Emiliano, Italië Credito Valtellinese, Italië Danske Andelskassers Bank, Denemarken De Nederlandsche Bank, Nederland Deutsche Bundesbank, Duitsland DiBa Bank A/S, Denemarken Djurslands Bank A/S, Denemarken Europe Arab Bank Frankfurt, Duitsland Hamburger Sparkasse, Duitsland Hellenic Bank Ltd., Cyprus Ibercaja, Spanje ICCREA Banca, Italië Istituto Centrale delle Banche Popolari Italiane, Italië Jyske Bank, Denemarken Kookmin Bank International Ltd., Verenigd Koninkrijk Kutxabank S.A. (voorm. Bilbao Bizkaia Kutxa), Spanje La Poste, Frankrijk Landesbank Baden-Württemberg, Duitsland Landesbank Berlin AG, Duitsland LocalTapiola Bank Plc, Finland | MashreqBank psc (London Branch), VAE-Verenigde Arabische Emiraten Narodowy Bank Polski, Polen NCG Banco S.A., Spanje Nordjyske Bank A/S, Denemarken Norresundby Bank, Denemarken Oberbank, Oostenrijk Oldenburgische Landesbank, Duitsland Österreichische Nationalbank, Oostenrijk Ostjydsk Bank A/S, Denemarken Raiffeisenlandesbank Oberösterreich, Oostenrijk Raiffeisen-Landesbank Tirol, Oostenrijk Raiffeisen Landesbank Südtirol AG, Italië Ringkjoebing Landbobank A/S, Denemarken S-Bank LTD., Finland SECB Swiss Euro Clearing Bank GmbH, Duitsland Skjern Bank, Denemarken Spar Nord Bank, Denemarken Sparekassen Sjaelland, Denemarken Standard Chartered Bank, Verenigd Koninkrijk Steiermärkische Bank und Sparkassen, Oostenrijk Sydbank, Denemarken Tercas - Cassa di Risparmio della Provincia di Teramo S.p.A., Italië The Bank of New York Mellon, Frankfurt Branch, Duitsland UBI Banca Unipol Banca SpA, Italië Veneto Banca SCPA, Italië Vestfyns Bank A/S, Denemarken Vestjysk Bank A/S, Denemarken VTB Bank (Deutschland) AG, Duitsland |